# Artemisia kitadakensis
Artemisia kitadakensis là một loài thực vật có hoa trong họ Cúc. Loài này được Hara & Kitam. mô tả khoa học đầu tiên năm 1936.